# Шон Мендес
Шон Питер Раул Мендес (енгл. Shawn Peter Raul Mendes; Пикеринг, 8. август 1998) канадски је певач и текстописац. Истакао се 2013. путем платформе Vine. Издао је пет студијских албума и остварио успех широм света.

## Детињство
Шон је рођен у Пикерингу, Онтарију, као син Карен, агента за некретнине, и Мануела Мендеза, бизнисмена. Отац му је Португалац из Алгарвеа, а мајка Енглескиња. Има млађу сестру Елију. Одрастао је у Пикерингу, где је похађао средњу школу Пајн Риџ.

## Каријера

### 2013–2015:Handwritten
Популарност је стекао преко познате друштвене апликације за дељење видеа, Вајн, постављајући обраде песама у трајању од шест секунди, чиме је стекао преко милион прегледа и исто толико пратилаца за само неколико месеци. Од августа 2014, био је трећи Вајн музичар са највише пратилаца. Свој први сингл Life of the Party објављује у јуну исте године. Тиме постаје најмлађа особа која дебитује на топ 25 Билборд хот 100 листи.
Пре склапања уговора са Ајленд Рикордсом, Шон одлази на турнеју као члан MagCon Tour-а, заједно са другим младим уметницима. На турнеју са Остином Махонеом одлази као предгрупа, издавши свој деби ЕП у јулу исте године, који је досегао 5. место на Билборд 200 листи, продавши 48.000 копија у првој недељи. Осваја награду Тин Чојс у категорији Музичка веб звезда.
Дана 14. априла 2015, Шон издаје свој деби албум Handwritten који достиже прво место на Билборд 200 листи, продавши 106.000 копија у првој недељи. Као најуспешнији сингл са албума издваја се песма Stitches, која је досегла топ 10 у Америци и Канади, али и прво место на топ-листама у Великој Британији. Песму Believe снимио је за Дизнијев телевизијски филм Descendants. Затим одлази на турнеју са Тејлор Свифт, такође као предгрупа.
Године 2014, и 2015, уврштен је у Тајмову листу 25 најутицајнијих тинејџера. a 2015. и 2016, Форбс га уврштава у своју листу 30 испод 30. Крајем 2015, са Камилом Кабело, чланицом групе Фифт хармони, објављује сингл I Know What You Did Last Summer.

### 2016–2017:Illuminate
У јануару 2016, сингл Stitches досеже прво место у Великој Британији. Касније је најавио своју другу турнеју по Северној Америци и Европи, која је започела у марту 2016. Јуна 2016, Шон издаје други сингл Treat You Better која достиже место у првих 10 песама у Великој Британији, Сједињеним Америчким Државама, Канади. 23. септембра 2016, издаје свој други студијски албум Illuminate, који достиже прво место на Билборд 200 листи, продавши 121.000 копија у првој недељи. Касније је најавио своју трећу турнеју по Северној Америци, Европи, Азији, Океанији и Латинској Америци која је започела у априлу 2017.
2018-2019:Shawn Mendes The Album
Дана 22. марта 2018, Мендес је објавио главни сингл „In My Blood“ са свог предстојећег трећег студијског албума,након чега је уследио други сингл „Lost In Japan“ 23. марта. „In My Blood“ је био на врху Билбордове листе поп песама за одрасле, чинећи Мендеса првим и јединим извођачем који је имао четири број један сингла на листи пре него што је напунио 20 година.Песма “Youth” је објављена 3. маја, у којој наступа амерички певач Калид. Његов истоимени студијски албум објављен је 25. маја 2018. године, уз позитивне критике, уз посебне похвале његовом писању песама и уметничком развоју. Дебитовао је на првом месту у Канади, чиме је постао његов трећи албум број један у његовој домовини. Дебитовао је на првом месту америчке Билборд 200, чиме је Мендес постао трећи најмлађи уметник који је сакупио три албума број један.
Да би промовисао албум, Мендес је кренуо на своју истоимену светску турнеју 2019. године. Поред турнеје, наступао је на музичким фестивалима широм Европе, Северне Америке и Јужне Америке. Наступио је на телевизијском концерту у част 92. рођендана краљице Елизабете друге 21. априла 2018. године. Наступао је у ТВ емисији у емисији “The late late show with James Cordon” у јуну где је певао један од својих најновијих синглова сваке вечери недељу дана. Песме које је изводио уживо биле су "Nervous ", "Lost In Japan", "Perfectly Wrong", и дует са Џулијом Мајклс "Like To Be You". Мендес се појавио у касноноћном талк шоу “The late night show starring Jimmy Fallon”у октобру и извео “Lost In Japan”.Он је, заједно са Фалоном и резидентним бендом  Рутс, извео специјалну верзију "Treat You Better”. Такође је извео своје најновије синглове на Ај Харт Радио ММВА у Канади 27. августа, где је добио осам номинација и освојио четири награде.
Мендес је глумио у документарцу који је режирала Јутјуб звезда Кејси Нејстат. Кратки филм је део Јутјуб-ове серије Артист Спотлајт Стори, која садржи интервју са Мендесом и снимке Мендеса у бекстејџу и иза сцене током једне од његових турнеја. Трејлер је објављен на Јутјубу 22. септембра да би званично најавио предстојећи документарац. Документарац, Шон Мендес – Приче у фокусу уметника, објављен је 28. септембра. Уочи званичног дана објављивања, Мендес и Нејстат су одржали претпреглед филма где су одабрани Мендесови фанови били позвани на догађај.
Ремиксована верзија "Lost In Japan", руско-немачког ди-џеја Зеда, објављена је 27. септембра. Мендес је извео ремикс верзију сингла током доделе америчких музичких награда 2018. одржане у Лос Анђелесу 9. октобра. На сцени му се придружио Зед. 
Мендес и Зек Браун бенд су представљени у епизоди америчког ТВ програма “CMT Crossroads”, емисије која спаја кантри музичара са музичарем из другог жанра. Епизода је емитована 24. октобра и снимљена је месец дана пре заказаног датума емитовања. Мендес и Зек Браун бенд извели су девет песама, где су певали делове својих песама и обрадили песму Мајкла Џексона "Man In The Mirror ". Делови дијалога између Мендеса и Зек Браун бенда, који говоре о музици и искуствима током њихове каријере, приказани су између извођења песама.
1. новембра, Мендес је најављен као један од музичких извођача за Викторија Сикрет фешн шоу 2018. који је снимљен у Њујорку у новембру и емитован у децембру. Објавио је ЕП ремикса са три песме 21. децембра под називом “The Album” (Ремикес). ЕП укључује ремиксе песама са његовог истоименог албума као што је "Where Were You In The Morning ?" са Каитранадом.
Мендес је 3. маја 2019. објавио сингл „If I Can’t Have You“ заједно са музичким спотом. Сингл је дебитовао на другом месту на америчкој листи Биллбоард Хот 100, поставши његов сингл са највишим рангом на листи. Такође је дебитовао у првих 10 у Аустралији и Великој Британији, поставши његов пети топ 10 сингл у обе земље. 19. јула објавио је Грифин ремикс песме "If I Can’t Have You".21. јуна 2019. објавио је „Señorita“ са кубанском певачицом Камилом Кабељо, заједно са музичким спотом. Песма је дебитовала на другом месту на америчкој Биллбоард Хот 100 листи и означава другу сарадњу Мендеса и Кабељо, након песме "I Know What You Did Last Summer " објављене 2015. године. Дана 26. августа 2019., "Señorita" је достигла врхунац на првом месту, што га чини првим Мендесовим синглом на врху листе Хот 100. Делукс издање Шона Мендеса објављено је 27. јула 2019. и укључује песме "If I Can’t Have You" и "Señorita".

## Приватни живот
Шон је, као своје музичке узоре, навео Џона Мејера, Еда Ширана, Џастина Тимберлејка и Бруна Марса.

## Дискографија

### Албуми
- (2015)
- (2016)
- (2018)
- (2020)
- (2024)

### Синглови
- Life Of The Party (2014)
- Aftertaste (2014)
- Show you (2014)
- Weight (2014)
- Something Big (2014)
- Stitches (2015)
- Act like You love me (2015)
- Strings (2015)
- Ruin (2015)
- Running Low (2015)
- This Is What It Takes (2015)
- Memories (2015)
- Crazy (2015)
- Air (2015)
- A Little Too Much (2015)
- I don't even know your name (2015)
- Kid In Love (2015)
- Imagination (2015)
- Never Be Alone (2016)
- Three empty words (2016)
- Lights on (2016)
- Roses (2016)
- Patience (2016)
- Like this (2016)
- Don't be a fool (2016)
- Bad reputation (2016)
- I Know What You Did Last Summer (2015) (дует са Камилом Кабељо)
- Treat You Better (2016)
- Mercy (2016)
- There's Nothing Holding Me Back (2017)
- In My Blood (2018)
- Lost in Japan (2018)
- Nervous (2018)
- Youth (дует са Калидом) (2018)
- Mutual (2018)
- When you're ready (2018)
- Perfectly wrong (2018)
- Under pressure (2018)
- Queen (2018)
- Like to be you (2018)
- Particular taste (2018)
- Why (2018)
- No promises (2018)
- Fallin' all in you (2018)
- Honest(2018)
- Hold on (2018)
- Where were in the morning (2018)
- Lost in Japan (ремикс са Зедом) (2018)
- Because I Had You (2018)
- If I Can’t Have You (2019)
- Señorita (2019)(дует са Камилом Кабељо)
- Wonder (2020)
- Always Been You (2020)
- Dream (2020)
- Can't Imagine (2020)
- Higher (2020)
- Look Up At The Stars (2020)
- Piece Of You (2020)
- Song For No One (2020)
- Call My Friends (2020)
- Teach Me How To Love (2020)
- 305 (2020)
- 24 Hours (2020)
- Monster (2021) (дует са Џастин Бибером)
- It’ll Be Okay (2021)
- Summer Of Love (2021)
- When You’re Gone (2022)
- What The Hell Are We Dying For ? (2023)
- Why Why Why (2024)
- Isn’t That Enough (2024)
- Nobody Knows (2024)
- Heart Of Gold (2024)

### Турнеје

#### Предводник
- ShawnsFirstHeadlines (2014—2015)
- Shawn Mendes World Tour (2016)
- Illuminate World Tour (2017)
- Shawn Mendes World tour (2018,2019)
- Wonder:The World Tour (2022,отказана)
- For Friends And Family Only (2024)
- On The Road Again (2025)

#### Ко-предводник
- Jingle Ball Tour 2014 (са разним уметницима) (2014)
- Jingle Ball Tour 2015 (са разним уметницима) (2015)

#### Предгрупа
- Live on Tour (Остин Махоне) (Северна Америка) (2014)
- The 1989 World Tour (Тејлор Свифт) (Северна Америка) (2015)

## Награде и номинације
| Тин Чојс Авардс                |                                     |    |
| 2014.                          | Избор Вајнера                       | Не |
| 2014.                          | Избор мушке веб звезде              | Не |
| 2014.                          | Избор музичке веб звезде            | Да |
| 2015.                          | Избор музичке веб звезде            | Да |
| 2015.                          | Избор мушког уметника               | Не |
| 2015.                          | Избор летње мушке музичке звезде    | Не |
| 2015.                          | Избор песме мушког уметника         | Не |
| 2015.                          | Избор песме за ТВ или филм          | Не |
| 2016.                          | Избор мушког уметника               | Не |
| 2016.                          | Избор летње мушке музичке звезде    | Не |
| 2016.                          | Избор Брејк-ап песме                | Не |
| 2016.                          | Избор летње турнеје                 | Не |
| 2017.                          | Избор мушког уметника               | Не |
| 2017.                          | Избор летње мушке музичке звезде    | Да |
| 2017.                          | Избор најзгодније мушке звезде      | Да |
| 2017.                          | Избор летње турнеје                 | Не |
| 2018.                          | Избор мушког уметника               | Не |
| 2018.                          | Избор летње мушке музичке звезде    | Да |
| 2018.                          | Избор најзгодније мушке звезде      | Не |
| 2018.                          | Избор поп песме                     | Да |
| Награда Џуно                   |                                     |    |
| 2015.                          | Пробој уметника године              | Не |
| 2016.                          | Уметник године                      | Не |
| 2016.                          | Избор фанова                        | Не |
| 2016.                          | Албум године                        | Не |
| 2016.                          | Поп албум године                    | Не |
| 2017.                          | Уметник године                      | Не |
| 2017.                          | Избор фанова                        | Да |
| 2017.                          | Албум године                        | Не |
| 2017.                          | Поп албум године                    | Не |
| 2017.                          | Песма године                        | Не |
| 2018.                          | Избор фанова                        | Да |
| 2018.                          | Песма године                        | Да |
| 2019.                          | Избор фанова                        | Не |
| 2019.                          | Уметник године                      | Да |
| 2019.                          | Текстописац године                  | Да |
| 2019.                          | Албум године                        | Да |
| 2019.                          | Поп албум године                    | Да |
| 2019.                          | Песма године                        | Да |
| Награда iHeartRadio            |                                     |    |
| 2015.                          | Најбоља армија фанова               | Не |
| 2016.                          | Најбољи нови уметник                | Не |
| 2016.                          | Најбоља армија фанова               | Не |
| Музичка награда Canadian Radio |                                     |    |
| 2015.                          | Најбоља нова група или соло уметник | Не |
| Награда Шорти                  |                                     |    |
| 2015.                          | Вајн музичар                        | Да |
| Музичка награда Радио Дизни    |                                     |    |
| 2015.                          | Најбољи нови уметник                | Не |
| 2016.                          | Најбољи мушки уметник               | Не |
| 2016.                          | Песма године                        | Не |
| 2016.                          | Најбоља Брејк-ап песма              | Не |
| Видео награда Мач Мјузик       |                                     |    |
| 2015.                          | Најбољи поп видео                   | Не |
| 2015.                          | Омиљени видео фанова                | Да |
| 2015.                          | Омиљени уметник или група фанова    | Не |
| 2015.                          | Најбаззнаменитији Канађанин         | Не |
| 2016.                          | Видео године                        | Не |
| Награда Стрим                  |                                     |    |
| 2016.                          | Најбољи поп видео                   | Да |
| 2016.                          | Најбаззнаменитији Канађанин         | Не |
| 2016.                          | iHeartRadio канадски сингл године   | Не |
| 2016.                          | Омиљени видео фанова                | Да |
| 2016.                          | Омиљени уметник или група фанова    | Не |
| Награда ЕМА                    |                                     |    |
| 2015.                          | Најбољи нови уметник                | Да |
| 2015.                          | Најбољи продор                      | Да |
| 2015.                          | Најбољи канадски наступ             | Не |
| Пиплс Чојс Авардс              |                                     |    |
| 2016.                          | Најбољи пробојни уметник            | Да |
| Nickelodeon Кидс Чојс Авардс   |                                     |    |
| 2016.                          | Најбољи нови уметник                | Да |
| Награда МТВ Италија            |                                     |    |
| 2016.                          | Најбољи нови уметник                | Не |
| Награда Греми                  |                                     |    |
| 2019.                          | Песма године                        | Не |
| 2019.                          | Најбољи Поп Вокални Албум           | Не |